# 皮格拉
皮格拉（義大利語：Pigra），是意大利科莫省的一个市镇。总面积4平方公里，人口273人，人口密度68.3人/平方公里（2009年）。ISTAT代码为013184。